# Anachi, Indi
Anachi là một làng thuộc tehsil Indi, huyện Bijapur, bang Karnataka, Ấn Độ.